# هکتور گیلفیللان
هکتور گیلفیللان (انگلیسی: Hector Gilfillan; ۲۶ فوریهٔ ۱۹۰۳ – q2 1970) بازیکن فوتبال اهل بریتانیا بود.
از باشگاه‌هایی که در آن بازی کرده‌است می‌توان به باشگاه فوتبال وورکینگتون ای. اف. سی و باشگاه فوتبال دارلینگتون اشاره کرد.